# Bildstock an der Odenwaldstraße (Wörth am Main)

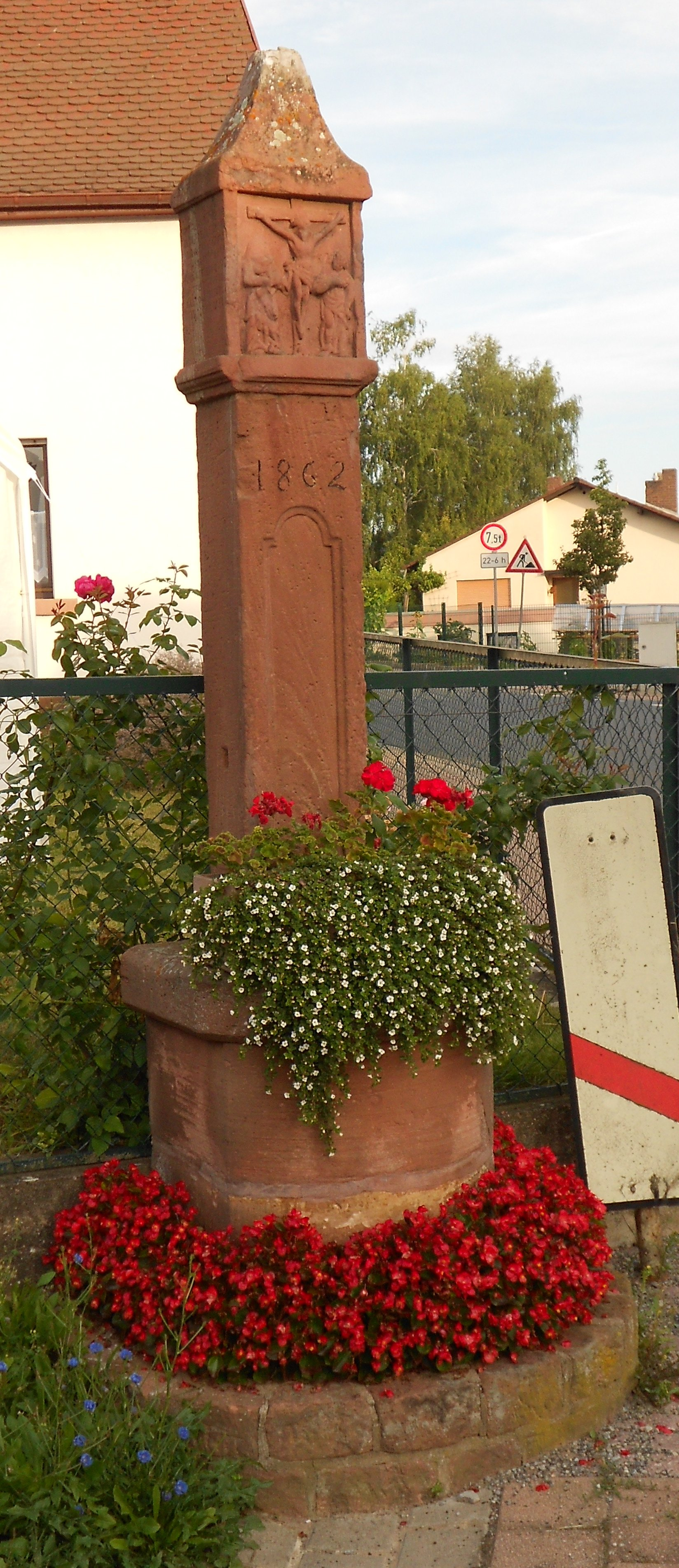
Bildstock an der Odenwaldstraße in Wörth am Main

Der Bildstock an der Odenwaldstraße ist der älteste erhaltene Bildstock in Wörth am Main. Der aus rotem Sandstein gefertigte Bildstock ist unter der Aktennummer D-6-76-169-19 in der Denkmalliste für Wörth beim Bayerischen Landesamt für Denkmalpflege gelistet.

## Beschreibung
Auf einem abgerundeten Steinsockel erhebt sich ein schmaler, quadratischer Steinpfeiler mit der Inschrift 1862. Auf dem Pfeiler befindet sich ein würfelförmiger Aufsatz mit Reliefdarstellung der 'Kreuzigungsgruppe'. In der Mitte ist Christus am Kreuz dargestellt, links die Muttergottes mit gefalteten Händen und rechts Johannes mit nach oben erhobenem Kopf. Die gleiche Reliefdarstellung befindet sich auch auf der Rückseite des Bildstocks. Die rechte Seite zeigt ein Renaissance-Ornament, während sich auf der linken Seite eine lateinische Inschrift befindet. Der Steinaufsatz über dem Relief besitzt die Form eines geschweiften Pyramidendachs und hat ehemals ein Kreuzchen getragen.
Die Inschrift auf der linken Seite des Reliefwürfels ist nur noch teilweise zu entziffern. Sie gibt einen Hinweis auf die Leiden Christi und enthält einen Aufruf an den Vorübergehenden: Lerne zu Leiden (Disce pati).
|  | STATVA QVI.. REDITA .EIS IN ARBORE DOMI. ..DIE AGAERATA GRAVI ..MEM ...DOLORE MOR EVQVALITE FATVM SAL VATOR CHRISTE MANERE OLIM QVID REFERAM TIBI DISCE PATI |

## Standort

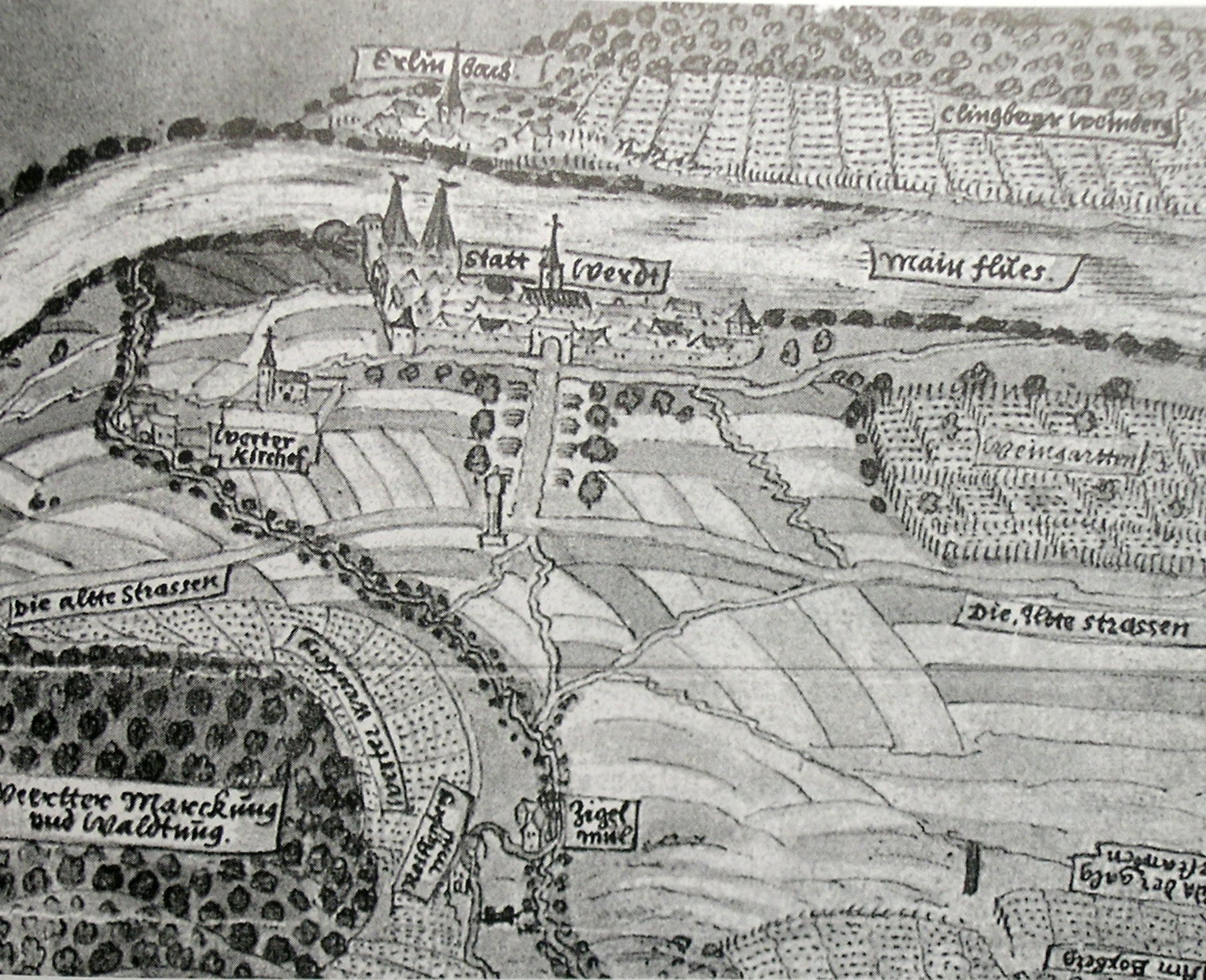
Karte von 1615 mit eingezeichnetem Bildstock (Bildmitte)

Der Bildstock stand ursprünglich außerhalb des damaligen Stadtgebiets, direkt an der Einmündung der „Scheitgasse“ (Verbindungsstraße zur Stadt Wörth) in die alte Maintalstraße. Die alte Maintalstraße war damals ein wichtiger Handelsweg und stellte in diesem Bereich gleichzeitig Gerichtsgrenze zwischen Mainz und Breuberg dar. An dieser Stelle ist der Bildstock in einer Breuberg-Karte aus dem Jahre 1615 als markanter Fixpunkt eingetragen.
Beim Bau der Eisenbahnlinie Miltenberg–Aschaffenburg im Jahre 1867 musste der im Trassenbereich liegende Bildstock versetzt werden. Eine weitere kleine Verschiebung zu seinem jetzigen Standort an der Ecke Odenwaldstraße/Pfarrer-Adam-Haus-Straße ergab sich beim Ausbau der Odenwaldstraße 1975.

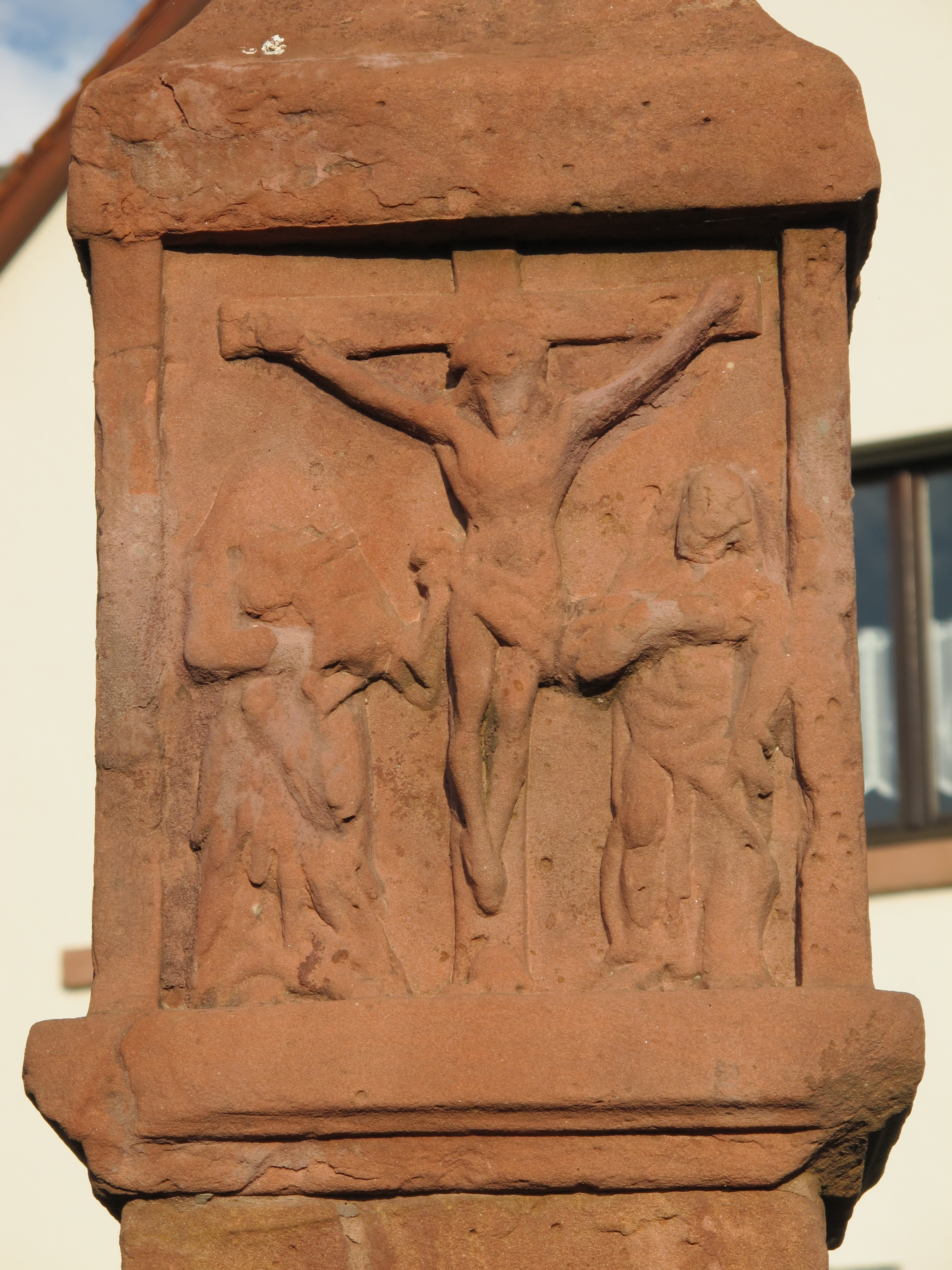
Relief auf Vorderseite
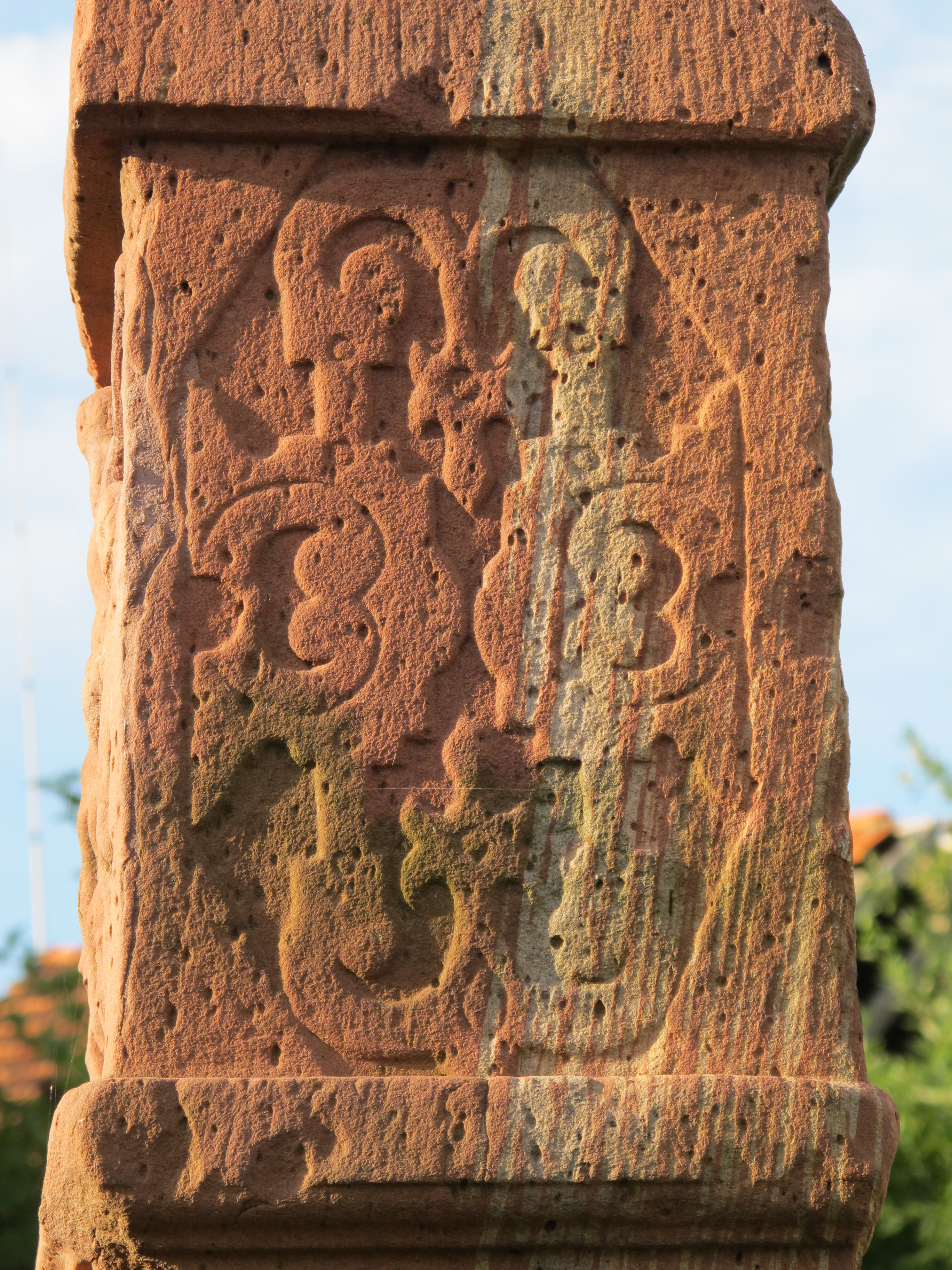
Renaissance-Ornament (rechte Seite)
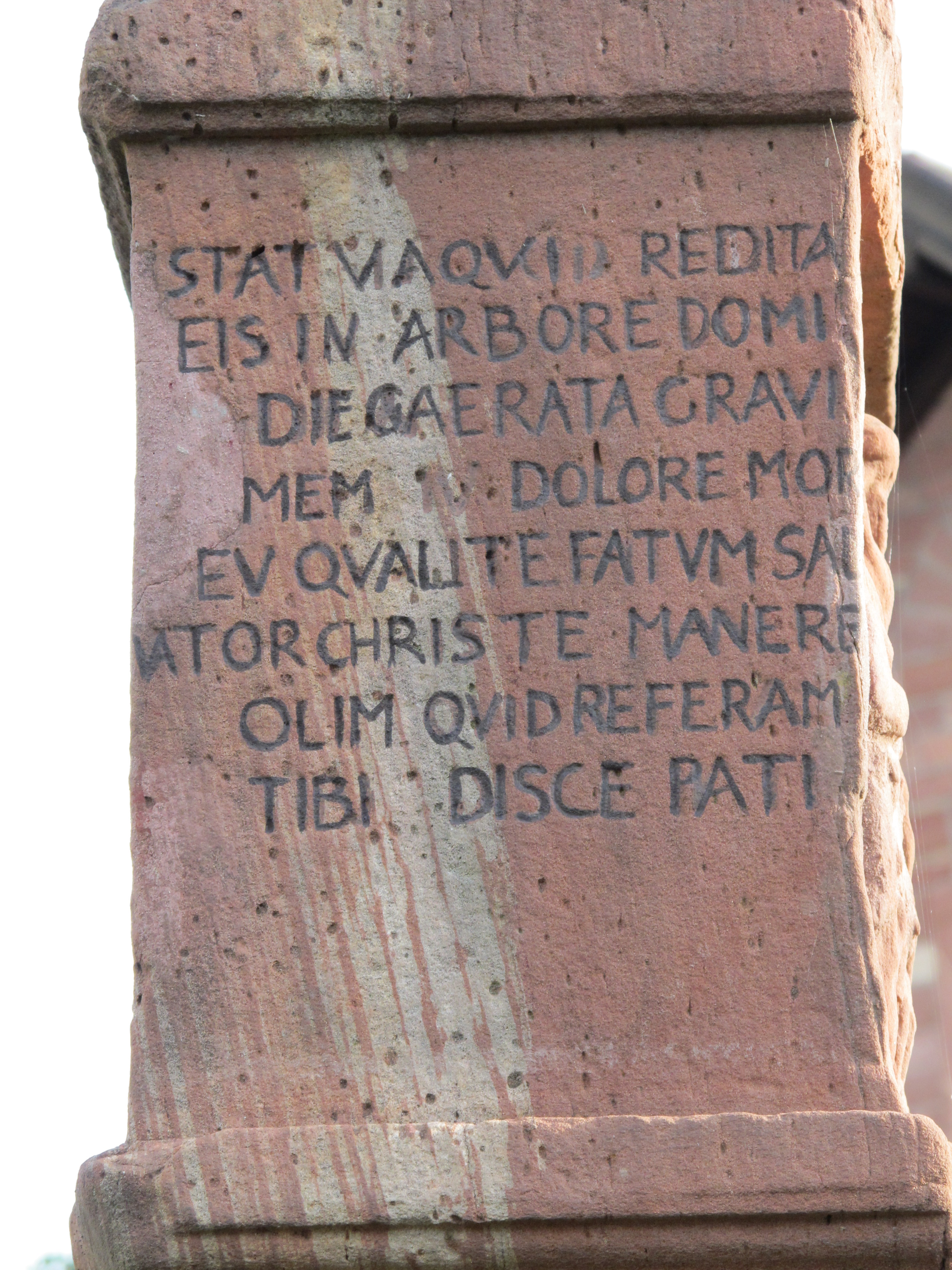
Inschrift (linke Seite)

## Datierung
Das in den Bildstock eingemeißelte Datum 1862 wurde nach Wegebauarbeiten zur Erinnerung an den Abschluss der Arbeiten an dem bereits bestehenden Bildstock ergänzt. Der Bildstock selbst ist deutlich älter. Ein Beleg dafür ist die Karte aus dem Jahr 1615, in der der Bildstock eingezeichnet ist. Außerdem besteht eine große Ähnlichkeit des Renaissance-Ornaments auf der rechten Bildstockseite mit einem Ornament auf der toskanischen Säule im Untergeschoss des Alten Rathauses (Baujahr 1600/01). Der Bildstock ist somit etwa zeitgleich mit dem historischen Rathaus um 1600 oder kurz danach errichtet worden.